# IC 558
IC 558 је елиптична галаксија у сазвјежђу Лав која се налази на листи објеката дубоког неба у Индекс каталогу.
Деклинација објекта је + 29° 27' 10" а ректасцензија 9h 45m 0,3s. Привидна величина (магнитуда) објекта IC 558 износи 14,1 а фотографска магнитуда 15,1. IC 558 је још познат и под ознакама MCG 5-23-33, CGCG 152-63, NPM1G +29.0173, PGC 27931.